# Premier League Darts 2010
Die Whyte & Mackay Premier League Darts 2010 war Bestandteil einer Turnierserie der Professional Darts Corporation (PDC). Sie wurde vom 11. Februar bis zum 24. Mai 2010 ausgetragen. Die 14 Vorrundenspieltage fanden donnerstags vom 11. Februar 2010 bis zum 13. Mai 2010 statt. Die Play-offs wurden am 24. Mai in der Wembley Arena ausgetragen.
Im deutschen Fernsehen wurde die Premier League 2010 live auf Sport1 übertragen. Der Pay-TV-Sender Sport1+ zeigte die Spieltage live und vollständig.

## Preisgelder
Insgesamt wurden £ 410.000 an Preisgeldern ausgespielt.
- Sieger: £ 125.000
- Zweiter Finalist: £ 65.000
- 3. Platz: £ 50.000
- 4. Platz: £ 40.000
- 5. Platz: £ 32.500
- 6. Platz: £ 30.000
- 7. Platz: £ 27.500
- 8. Platz: £ 25.000
- Höchstes Finish (je Spieltag): £ 1.000

## Qualifikation
Für die Premier League waren die sechs erstplatzierten Spieler der Order of Merit qualifiziert. Zusätzlich wurden durch die PDC und den britischen TV-Sender Sky Sports zwei Wildcards vergeben. Die Spieler im Einzelnen (in Klammern die OoM-Platzierung vor Beginn des Turniers):
- Phil Taylor (1)
- Raymond van Barneveld (2)
- James Wade (3)
- Terry Jenkins (4)
- Mervyn King (5)
- Ronnie Baxter (6)

Wildcards:
- Adrian Lewis (7)
- Simon Whitlock* (17)

* = Premierensaison

## Austragungsmodus
Die acht Spieler treffen jeweils zweimal aufeinander. Die Begegnungen werden in einem "Best of 14"-Modus gespielt und sind beendet, sobald ein Spieler 8 Legs gewonnen hat. Die Premier League wird an 14 Spieltagen ausgetragen, wobei sich die vier erstplatzierten Spieler für das Play-off-Halbfinale qualifizieren.

## Vorrunde
Spieltag 1, 11. Februar 2010, The O2 Arena, London
| Spieler 1                        | Ergebnis | Spieler 2           |
| -------------------------------- | -------- | ------------------- |
| Ronnie Baxter 93,80              | 7 : 7    | Terry Jenkins 91,31 |
| Mervyn King 101,39               | 8 : 5    | Adrian Lewis 96,20  |
| Raymond van Barneveld 92,28      | 8 : 5    | James Wade 90,44    |
| Simon Whitlock 84,20             | 3 : 8    | Phil Taylor 94,29   |
| Höchstes Finish: Mervyn King 124 |          |                     |

Spieltag 2, 18. Februar 2010, B.I.A., Bournemouth
| Spieler 1                         | Ergebnis | Spieler 2                   |
| --------------------------------- | -------- | --------------------------- |
| Adrian Lewis 105,14               | 8 : 3    | Raymond van Barneveld 99,35 |
| Terry Jenkins 100,26              | 7 : 7    | Simon Whitlock 96,37        |
| Phil Taylor 99,67                 | 8 : 6    | Ronnie Baxter 96,01         |
| James Wade 89,83                  | 4 : 8    | Mervyn King 91,26           |
| Höchstes Finish: Adrian Lewis 121 |          |                             |

Spieltag 3, 25. Februar 2010, Odyssey Arena, Belfast
| Spieler 1                          | Ergebnis | Spieler 2                   |
| ---------------------------------- | -------- | --------------------------- |
| Mervyn King 97,89                  | 6 : 8    | Ronnie Baxter 97,11         |
| Adrian Lewis 95,90                 | 6 : 8    | Terry Jenkins 92,11         |
| Simon Whitlock 95,56               | 8 : 5    | Raymond van Barneveld 92,32 |
| Phil Taylor 104,44                 | 8 : 2    | James Wade 96,96            |
| Höchstes Finish: Ronnie Baxter 164 |          |                             |

Spieltag 4, 4. März 2010, Westpoint Arena, Exeter
| Spieler 1                       | Ergebnis | Spieler 2                   |
| ------------------------------- | -------- | --------------------------- |
| James Wade 98,41                | 7 : 7    | Adrian Lewis 102,98         |
| Ronnie Baxter 97,51             | 8 : 6    | Simon Whitlock 92,34        |
| Mervyn King 98,74               | 8 : 5    | Terry Jenkins 94,61         |
| Phil Taylor 97,87               | 8 : 2    | Raymond van Barneveld 89,85 |
| Höchstes Finish: James Wade 148 |          |                             |

Spieltag 5, 11. März 2010, M.E.N. Arena, Manchester
| Spieler 1                        | Ergebnis | Spieler 2                    |
| -------------------------------- | -------- | ---------------------------- |
| James Wade 101,42                | 7 : 7    | Ronnie Baxter 103,86         |
| Phil Taylor 100,98               | 7 : 7    | Mervyn King 99,45            |
| Terry Jenkins 98,00              | 4 : 8    | Raymond van Barneveld 106,92 |
| Adrian Lewis 83,64               | 4 : 8    | Simon Whitlock 82,89         |
| Höchstes Finish: Phil Taylor 161 |          |                              |

Spieltag 6, 18. März 2010, Brighton Centre, Brighton
| Spieler 1                           | Ergebnis | Spieler 2           |
| ----------------------------------- | -------- | ------------------- |
| Phil Taylor 106,79                  | 8 : 3    | Terry Jenkins 98,40 |
| Raymond van Barneveld 93,87         | 7 : 7    | Mervyn King 92,99   |
| Ronnie Baxter 102,52                | 6 : 8    | Adrian Lewis 101,02 |
| Simon Whitlock 91,13                | 4 : 8    | James Wade 97,73    |
| Höchstes Finish: Simon Whitlock 170 |          |                     |

Spieltag 7, 25. März 2010, National Indoor Arena, Birmingham
| Spieler 1                          | Ergebnis | Spieler 2             |
| ---------------------------------- | -------- | --------------------- |
| Mervyn King 97,70                  | 6 : 8    | Simon Whitlock 102,18 |
| James Wade 95,73                   | 8 : 5    | Terry Jenkins 89,47   |
| Raymond van Barneveld 96,09        | 4 : 8    | Ronnie Baxter 94,89   |
| Adrian Lewis 97,89                 | 4 : 8    | Phil Taylor 105,25    |
| Höchstes Finish: Ronnie Baxter 164 |          |                       |

Spieltag 8, 1. April 2010, C.I.A., Cardiff
| Spieler 1                          | Ergebnis | Spieler 2                   |
| ---------------------------------- | -------- | --------------------------- |
| Terry Jenkins 90,24                | 2 : 8    | Mervyn King 95,08           |
| Simon Whitlock 91,43               | 5 : 8    | Ronnie Baxter 94,10         |
| Adrian Lewis 99,62                 | 8 : 5    | James Wade 95,66            |
| Phil Taylor 97,64                  | 8 : 2    | Raymond van Barneveld 90,73 |
| Höchstes Finish: Ronnie Baxter 124 |          |                             |

Spieltag 9, 8. April 2010, S.E.C.C., Glasgow
| Spieler 1                        | Ergebnis | Spieler 2           |
| -------------------------------- | -------- | ------------------- |
| Raymond van Barneveld 94,67      | 6 : 8    | Adrian Lewis 101,64 |
| Simon Whitlock 95,77             | 8 : 3    | Terry Jenkins 88,80 |
| Ronnie Baxter 87,13              | 4 : 8    | Phil Taylor 94,14   |
| Mervyn King 94,96                | 4 : 8    | James Wade 99,64    |
| Höchstes Finish: Mervyn King 161 |          |                     |

Spieltag 10, 15. April 2010, Motorpoint Arena, Sheffield
| Spieler 1                           | Ergebnis | Spieler 2            |
| ----------------------------------- | -------- | -------------------- |
| Terry Jenkins 93,33                 | 8 : 5    | Adrian Lewis 91,88   |
| Ronnie Baxter 95,36                 | 7 : 7    | Mervyn King 94,15    |
| James Wade 100,51                   | 7 : 7    | Phil Taylor 98,92    |
| Raymond van Barneveld 99,85         | 6 : 8    | Simon Whitlock 99,52 |
| Höchstes Finish: Simon Whitlock 154 |          |                      |

Spieltag 11, 22. April 2010, Echo Arena, Liverpool
| Spieler 1                        | Ergebnis | Spieler 2                   |
| -------------------------------- | -------- | --------------------------- |
| Terry Jenkins 98,03              | 8 : 4    | Ronnie Baxter 95,23         |
| James Wade 100,28                | 8 : 3    | Raymond van Barneveld 95,96 |
| Adrian Lewis 89,04               | 3 : 8    | Mervyn King 93,71           |
| Phil Taylor 103,62               | 8 : 5    | Simon Whitlock 102,33       |
| Höchstes Finish: Phil Taylor 125 |          |                             |

Spieltag 12, 29. April 2010, A.E.C.C., Aberdeen
| Spieler 1                          | Ergebnis | Spieler 2           |
| ---------------------------------- | -------- | ------------------- |
| Ronnie Baxter 87,79                | 7 : 7    | James Wade 93,08    |
| Mervyn King 89,98                  | 1 : 8    | Phil Taylor 100,44  |
| Raymond van Barneveld 98,43        | 8 : 6    | Terry Jenkins 92,79 |
| Simon Whitlock 97,65               | 7 : 7    | Adrian Lewis 99,54  |
| Höchstes Finish: Terry Jenkins 146 |          |                     |

Spieltag 13, 6. Mai 2010, Metro Radio Arena, Newcastle
| Spieler 1                        | Ergebnis | Spieler 2                   |
| -------------------------------- | -------- | --------------------------- |
| Adrian Lewis 86,71               | 7 : 7    | Ronnie Baxter 88,84         |
| Mervyn King 81,27                | 2 : 8    | Raymond van Barneveld 97,43 |
| James Wade 98,07                 | 4 : 8    | Simon Whitlock 97,84        |
| Terry Jenkins 88,91              | 5 : 8    | Phil Taylor 100,23          |
| Höchstes Finish: Mervyn King 130 |          |                             |

Spieltag 14, 13. Mai 2010, N.I.A., Nottingham
| Spieler 1                           | Ergebnis | Spieler 2                   |
| ----------------------------------- | -------- | --------------------------- |
| Terry Jenkins 97,78                 | 5 : 8    | James Wade 95,79            |
| Ronnie Baxter 97,97                 | 2 : 8    | Raymond van Barneveld 95,05 |
| Simon Whitlock 104,60               | 8 : 2    | Mervyn King 90,26           |
| Phil Taylor 98,70                   | 8 : 1    | Adrian Lewis 93,61          |
| Höchstes Finish: Simon Whitlock 130 |          |                             |

Die Zahl hinter dem Spielernamen zeigt den 3-Dart-Average (=durchschnittlicher Punktewert mit 3 geworfenen Darts) an.

### Abschlusstabelle
| Platz | Spieler               | Spiele | Sieg | Remis | Verloren | Legs | Punkte |
| ----- | --------------------- | ------ | ---- | ----- | -------- | ---- | ------ |
| 1     | Phil Taylor           | 14     | 12   | 2     | 0        | +58  | 26     |
| 2     | Simon Whitlock        | 14     | 7    | 2     | 5        | +9   | 16     |
| 3     | James Wade            | 14     | 5    | 4     | 5        | −1   | 14     |
| 4     | Mervyn King           | 14     | 5    | 3     | 6        | −3   | 13     |
| 5     | Ronnie Baxter         | 14     | 4    | 5     | 5        | −7   | 13     |
| 6     | Raymond van Barneveld | 14     | 5    | 1     | 8        | −15  | 11     |
| 7     | Adrian Lewis          | 14     | 4    | 3     | 7        | −16  | 11     |
| 8     | Terry Jenkins         | 14     | 3    | 2     | 9        | −25  | 8      |

| Vor den Play-offs ausgeschieden | Vor den Play-offs ausgeschieden | Vor den Play-offs ausgeschieden | Vor den Play-offs ausgeschieden |
| ------------------------------- | ------------------------------- | ------------------------------- | ------------------------------- |
|                                 |                                 |                                 |                                 |
| Ronnie Baxter (2009)            | Raymond van Barneveld (2007)    | Adrian Lewis (2011)             | Terry Jenkins (2007)            |

## Play-offs
|  | Halbfinale | Halbfinale           | Halbfinale |   |                    | Finale            | Finale            | Finale           |
|  |            |                      |            |   |                    |                   |                   |                  |
|  |            |                      |            |   |                    |                   |                   |                  |
|  | 1          | Phil Taylor 107,98   | 8          |   |                    |                   |                   |                  |
|  | 4          | Mervyn King 90,20    | 1          |   |                    |                   |                   |                  |
|  |            |                      |            | 1 | Phil Taylor 111,67 | 10                |                   |                  |
|  |            |                      |            |   | 3                  | James Wade 100,08 | 8                 |                  |
|  | 2          | Simon Whitlock 92,69 | 6          |   |                    |                   |                   |                  |
|  | 3          | James Wade 95,48     | 8          |   |                    | Spiel um Platz 3  | Spiel um Platz 3  | Spiel um Platz 3 |
|  |            |                      |            |   |                    | 4                 | Mervyn King 94,51 | 8                |
|  | 2          | Simon Whitlock 96,13 | 7          |   |                    |                   |                   |                  |
|  |            |                      |            |   |                    |                   |                   |                  |

| Play-offs          | Play-offs         | Play-offs          | Play-offs             |
| ------------------ | ----------------- | ------------------ | --------------------- |
|                    |                   |                    |                       |
| Phil Taylor (2009) | James Wade (2006) | Mervyn King (2014) | Simon Whitlock (2006) |
| Sieger             | Finalist          | Halbfinale         | Halbfinale            |